# Helen Sooväli-Sepping
Helen Sooväli-Sepping, née le 17 décembre 1974, est une géographe estonienne. Ses travaux portent sur le paysage et l'aménagement du territoire. Elle est connue pour la rédaction du Rapport estonien sur le développement humain (et) ainsi que pour ses travaux sur la capitale de l'Estonie qui lui valent l'ordre du mérite de Tallinn (et).

## Biographie
Helen Sooväli-Sepping fait des études scandinaves à l'université de Tartu et décroche une bourse Fulbright en 2005. Elle soutient son doctorat en 2004 avec une thèse de géographie culturelle « Valse de Saaremaa : Imagerie du paysage de l'île de Saaremaa au XXe siècle ».

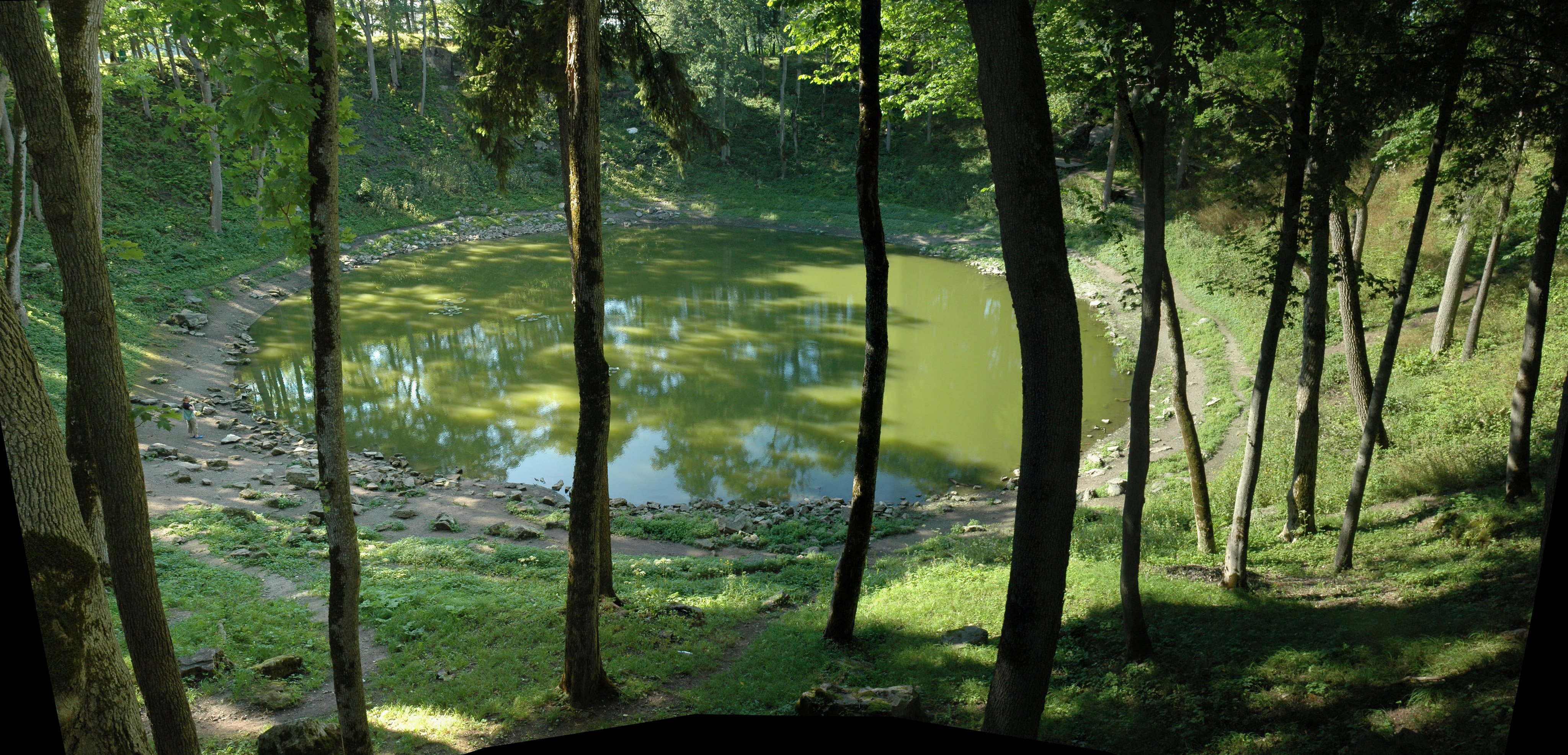
Cratère de Kaali sur l'île de Saaremaa.

De 2016 à 2020, elle est professeure à l'université de Tallinn, où elle enseigne l'urbanisme et la gestion de l'environnement. Elle y également rectrice chargée de la neutralité carbone,. À ce titre elle est active dans la prise en compte des changements globaux dans la politique estonienne.

## Travaux
Les travaux d'Helen Sooväli-Sepping portent sur l'aménagement de l'Estonie, d'abord sur le plan urbain avant d'évoluer vers la prise en compte des changements globaux.
Elle est rédactrice en chef du Rapport estonien sur le développement humain (et), volume 2019-2020. Ce document, rédigé par des chercheurs, dresse tous les deux ans un bilan socio-économique de l'Estonie. Helen Sooväli-Sepping y décrit l'urbanisation du pays, environ 70% de la population étant citadine, notamment dans la capitale Tallinn ainsi que sa banlieue. Elle divise l'Estonie en deux catégories géographiques : l'une ressemblant l'aire urbaine de Tallinn où sont concentrés l'économie et les services. L'autre partie représente le reste du pays qui s'articule autour de neuf villes moyennes. Le rapport interroge aussi sur la qualité de vie dans les villes, la place de la nature, la place du patrimoine culturel mais aussi le devenir des espaces désertés de ses habitants,,.
Elle intervient également sur le plan de déplacement de Tallinn et les questions de mobilité douce dans la capitale. En janvier 2023, son expertise en aménagement urbain et en environnement est sollicitée pour la constitution du dossier de capitale verte de Tallinn,.
En 2019, Helen Sooväli-Sepping reçoit l'ordre du mérite de Tallinn (et) pour ses travaux sur l'aménagement de la ville.

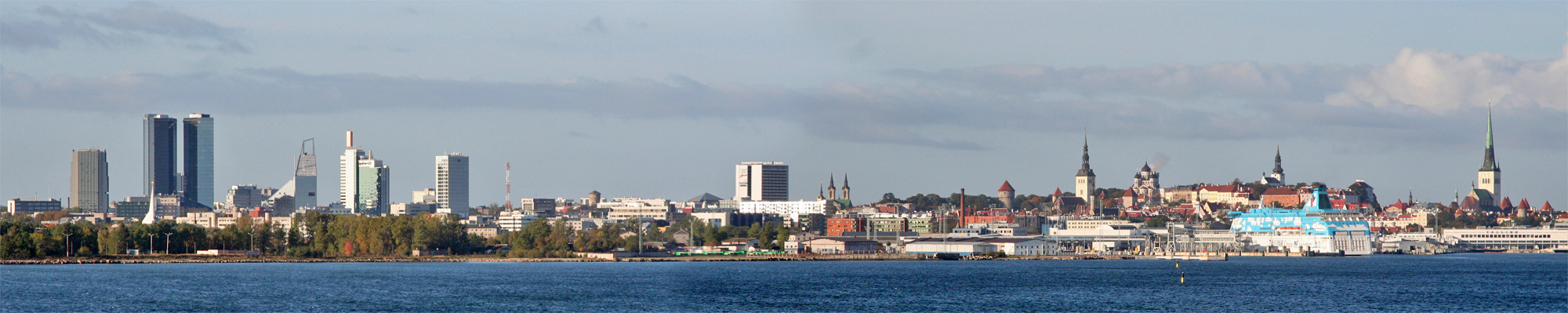
Panorama de la ville de Tallinn, dont l'aménagement est étudié par Helen Sooväli-Sepping.

## Publications
- (en) Taavi Pae, Helen Sooväli-Sepping et Egle Kaur, « Landmarks of Old Livonia – Church Towers, Their Symbols and Meaning », Journal of Baltic Studies, vol. 41, no 4,‎ décembre 2010, p. 431–448 (ISSN 0162-9778 et 1751-7877, DOI 10.1080/01629778.2010.527125, lire en ligne, consulté le 24 janvier 2023)
- (en) Ann Grubbström et Helen Sooväli-Sepping, « Estonian family farms in transition: a study of intangible assets and gender issues in generational succession », Journal of Historical Geography, vol. 38, no 3,‎ 1er juillet 2012, p. 329–339 (ISSN 0305-7488, DOI 10.1016/j.jhg.2012.03.001, lire en ligne, consulté le 24 janvier 2023)
- Mariusz Czepczyński et Helen Sooväli-Sepping, « From sacrum to profanum: reinterpretation of communist places of power in Baltic cities », Journal of Baltic Studies, vol. 47, no 2,‎ 2 avril 2016, p. 239–255 (ISSN 0162-9778, DOI 10.1080/01629778.2015.1102154, lire en ligne, consulté le 24 janvier 2023)
- Hannes Palang et Helen Sooväli-Sepping, « Are There Counter-Landscapes? On Milk Trestles and Invisible Power Lines », Landscape Research, vol. 37, no 4,‎ 1er août 2012, p. 467–482 (ISSN 0142-6397, DOI 10.1080/01426397.2011.604715, lire en ligne, consulté le 24 janvier 2023)

## Distinction

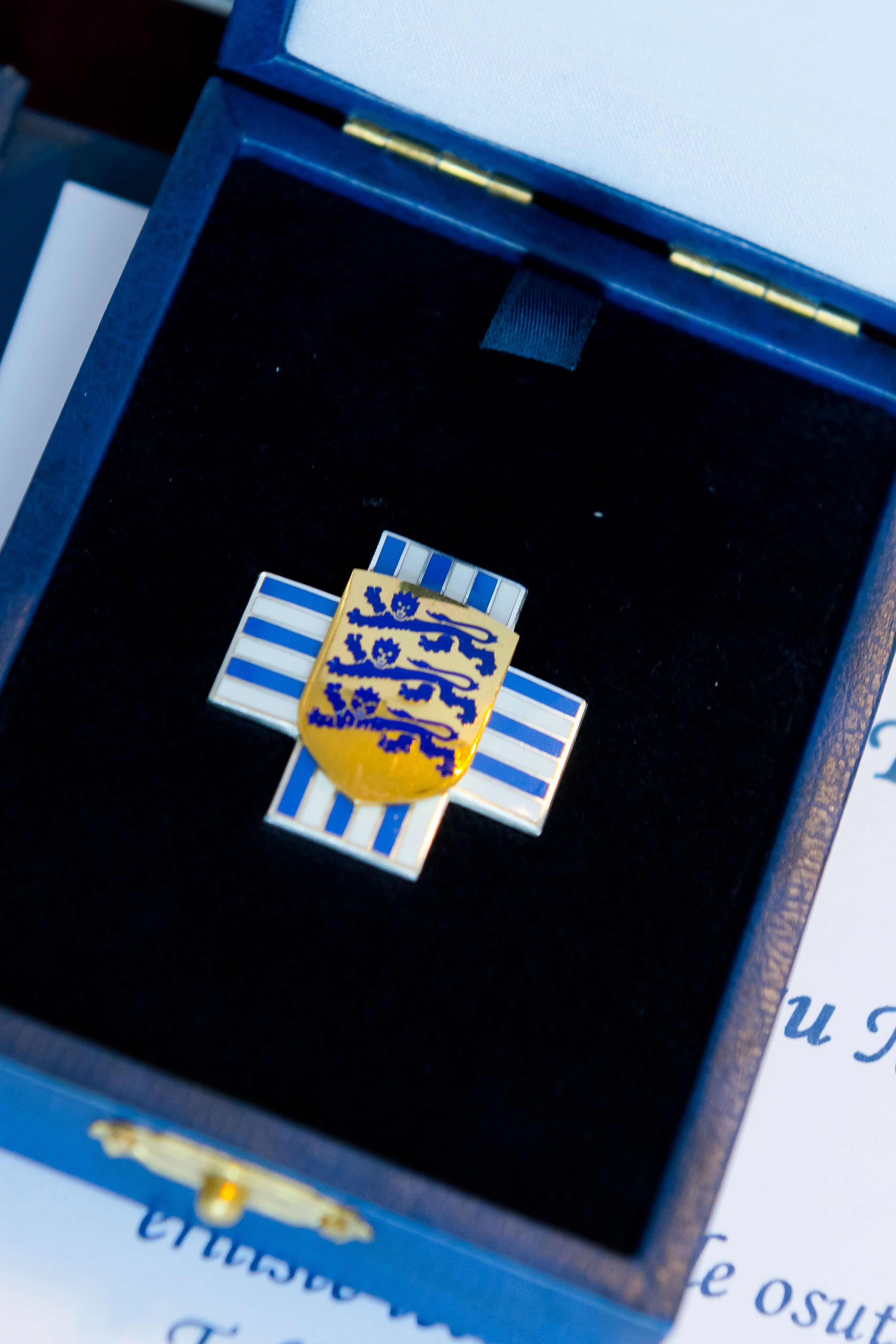
Ordre du mérite de Tallinn.

- Ordre du mérite de Tallinn (et) en 2019[1].